# Synagoge (Kleinbardorf)

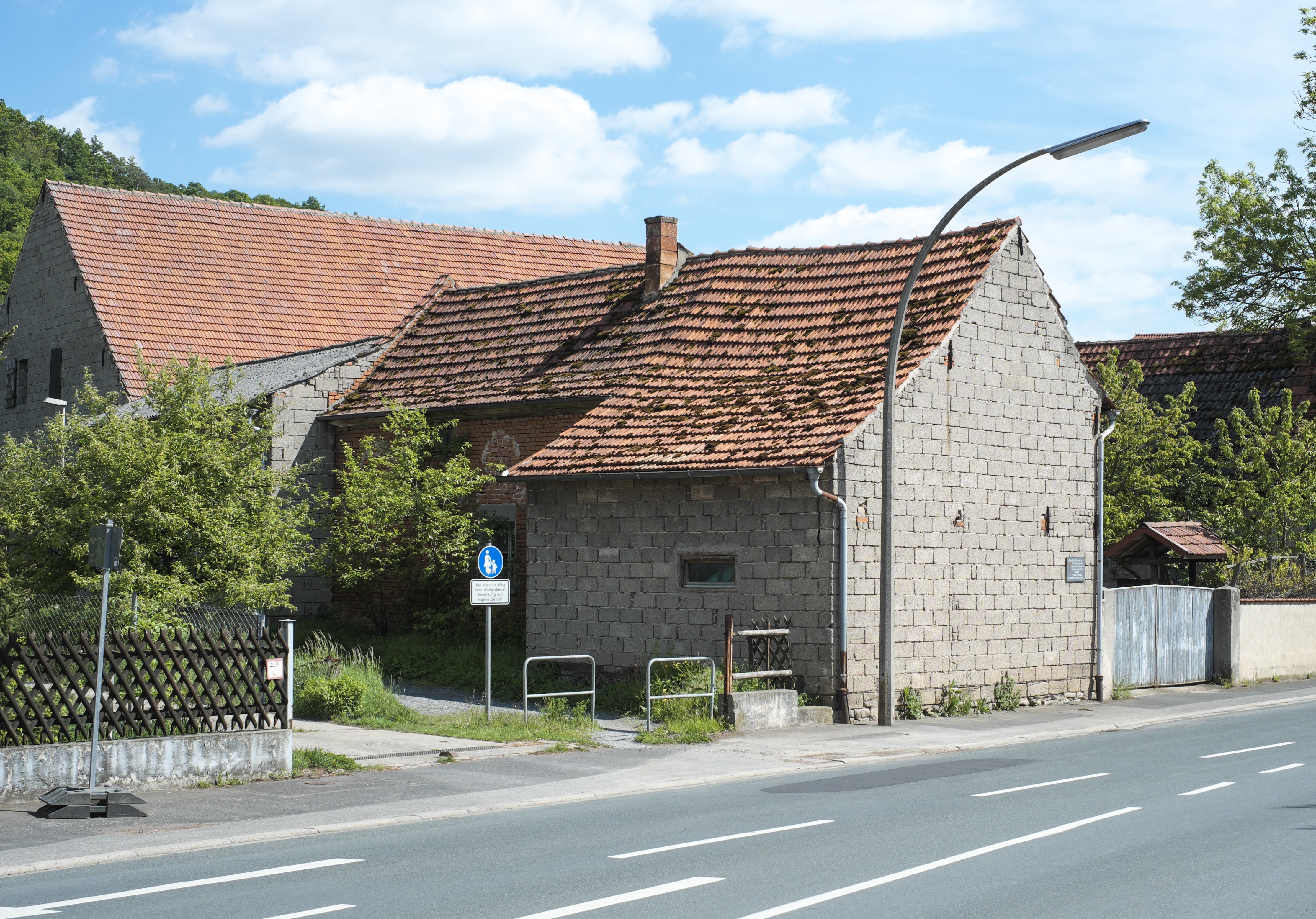
Synagoge in Kleinbardorf (in der Mitte aus Backstein)

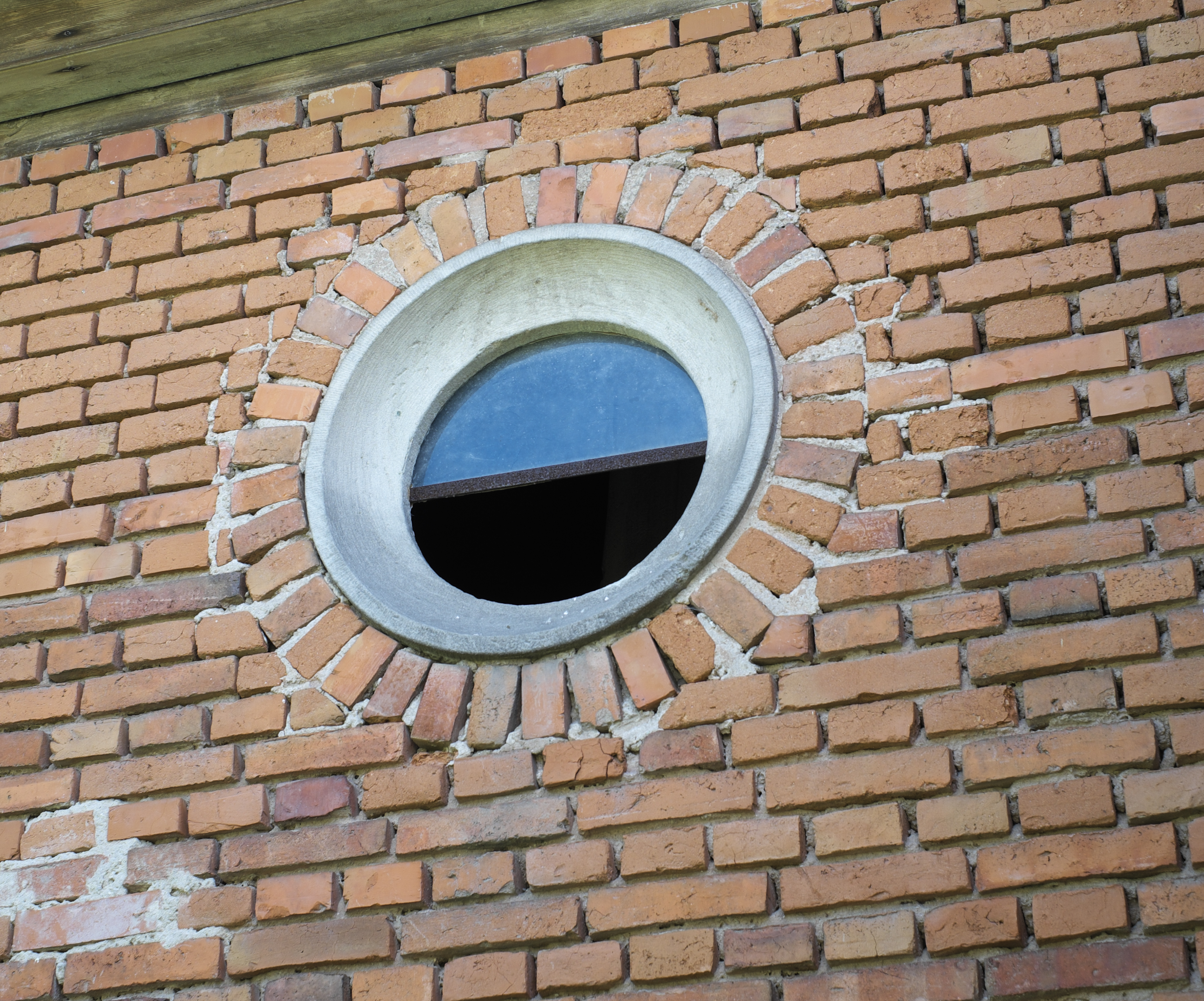
Rundfenster

Die Synagoge in Kleinbardorf, einem Gemeindeteil von Sulzfeld im unterfränkischen Landkreis Rhön-Grabfeld in Bayern, wurde 1896 errichtet. Die profanierte Synagoge mit der Adresse Untere Hauptstraße 5 ist ein geschütztes Baudenkmal.

## Geschichte
Der kleine Backsteinbau mit Satteldach wurde vom Baumeister Valentin Trott errichtet.
Während der Novemberpogrome wurde am 10. November 1938 die Synagoge aufgebrochen und die Inneneinrichtung zerstört.
Heute dient das Gebäude als Lagerraum und Werkstatt eines landwirtschaftlichen Anwesens, in das es durch weitere Anbauten integriert ist. Die Rundfenster sind erhalten, nur die Rundbogenfenster sind zugemauert. Im Inneren ist eine hölzerne Frauenempore erhalten.